# Belvedere College
Belvedere College és un institut d'ensenyament secundari masculí enclavat a Great Denmark Street, Dublín, Irlanda. Se'l coneix també pel col·legi de St. Francis Xavier.
Es tracta d'un dels col·legis més antics d'Irlanda; va ser fundat el 1832. Compta actualment amb més de 930 alumnes matriculats i amb un nombre d'ex alumnes cèlebres en el món de les arts, la política, l'esport, la ciència i els negocis.
George Augustus Rochfort (1738-1814), que va arribar a ésser segon Earl of Belvedere, va construir el 1774 la Belvedere House, un dels més importants exemples d'arquitectura georgiana a Irlanda. La decoració interior es va deixar a càrrec de Michael Stapleton, el més prominent artesà de la seva època.
El Belvedere College pertany a la Companyia de Jesús. La major part del personal docent és en l'actualitat laic, encara que són sacerdots jesuïtes els que s'encarreguen de l'administració i la capellania. L'ètica jesuïta de la justícia social per a tots que contempla una educació amb vista als altres és la pedra angular dels principis i la filosofia educativa al Belvedere. L'escola recentment va celebrar el 500è aniversari del patró del centre, Sant Francesc Xavier.
Aquest centre desenvolupa diverses activitats per als seus alumnes, per exemple, un pelegrinatge a Lorda, França. També es realitzen intercanvis amb alumnes de Calcuta, l'Índia, on els alumnes de Belvedere assisteixen a orfes i nens sense llar. Igualment a iniciativa de l'institut es porten a terme diferents col·lectes caritatives.
Existeix l'associació en el centre Belvedere College Past Pupils' Union, que igualment desenvolupa activitats educatives i de caritat. L'admissió no és lliure, i està enfocada principalment a familiars d'actuals o antics alumnes.
El col·legi compta amb nombroses i ben dotades instal·lacions: gimnassos, piscines, sales de música, restaurant, museu, capella, teatre, pistes de tennis, camps de futbol, criquet, rugbi. Es desenvolupen també diverses activitats extraescolars.

## Alumnes notables
- Liam O'Flaherty
- James Joyce
- William Martin Murphy
- Éamon de Valera
- Columba Marmion
- Terry Wogan
- Harry Clarke
- Joseph Mary Plunkett
- Danny O'Donoghue